# Grande Assemblea
La Grande Assemblea (in ebraico כְּנֶסֶת הַגְּדוֹלָה ‎?) o Anshei Knesset HaGedolah (אַנְשֵׁי כְּנֶסֶת הַגְּדוֹלָה, "Gli Uomini della Grande Assemblea"), nota anche come Grande Sinagoga, era, secondo la tradizione ebraica, un'assemblea di 120 scribi, saggi e profeti, che nel periodo postesilico stabilì i fondamenti del giudaismo. I suoi membri sarebbero stati gli 85 partecipanti guidati da Neemia, che sigillarono il patto di osservare la legge (cap. 10 del Libro di Neemia), altri personaggi biblici postesilici (fra cui Zorobabele e Mardocheo) e i profeti allora attivi, fra cui gli ultimi tre profeti biblici (Aggeo, Zaccaria e Malachia), Daniele e i suoi tre compagni. La Grande Assemblea sarebbe stata guidata da Esdra, che venne identificato con il profeta Malachia. 
Si osservi che nella cronologia tradizionale ebraica il dominio persiano durò solo 34 anni, perciò tutti i personaggi biblici dal 538 al 333 a.C. appartennero alla stessa generazione.

## Attività
I rabbini della "Grande Assemblea" avrebbero fra le altre cose:
- Stabilito il canone della Bibbia ebraica, includendovi anche i libri redatti in Mesopotamia (Ezechiele, Daniele ed Ester) e l'ultimo libro profetico, quello dei dodici profeti minori;
- Fissato il testo finale della Tanach, che sarebbe stato dettato da Esdra stesso;
- Stabilito la liturgia del secondo Tempio e in particolare redatto la sua preghiera principale : la Amidah.

| Controllo di autorità | VIAF (EN) 308279510 · J9U (EN, HE) 987007502608705171 |